# فن إسباني

فرانثيسكو غويا، الثالث من مايو 1808

يُعتبر الفن الإسباني مساهمًا هامًا في الفن الغربي، فقد أنتجت إسبانيا العديد من الفنانين المشهورين والمؤثرين منهم فيلاثكيث وغويا وبيكاسو. تأثر الفن بشكل خاص بإيطاليا وفرنسا خلال فترتي الباروك والكلاسيكية الحديثة، إلا أن الفن الإسباني تميز غالبًا بخصائص مميزة للغاية، تظهر بوضوح من خلال التراث المغربي في إسبانيا (خاصة في الأندلس)، ومن خلال المناخ السياسي والثقافي في إسبانيا خلال الإصلاح المضاد والغياب اللاحق الذي أصاب القوة الإسبانية في عهد أسرة آل بوربون.
امتلك فن ما قبل التاريخ في إسبانيا الكثير من الفترات المهمة، فقد شكل واحدًا من أهم المراكز الرئيسة لفن العصر الحجري القديم العلوي الأوروبي والفن الصخري في بلاد المشرق الإسبانية خلال الفترات اللاحقة. شكل شمال غرب إسبانيا مركزًا للفن السيلتي، وامتلك النحت الإيبيري أسلوبًا متميزًا، فقد تأثر جزئيًا بالمستوطنات اليونانية الساحلية. احتل الرومان إسبانيا في عام 200 قبل الميلاد، ثم حل مكانهم القوط الغربيون الجرمانيون في القرن الخامس الميلادي، ولم يمثلوا سوى طبقة حاكمة صغيرة، تحولت بسرعة للمسيحية. يظهر من خلال الآثار الفنية والمعمارية القوطية الغربية، التي كانت قليلة نسبيًا نسخة جذابة ومتميزة للاتجاهات الأوروبية الأوسع، إلا أن الفتح الإسلامي الذي سيطر على معظم إسبانيا في القرن الثامن شكل اضطرابًا وتحولًا هائلين. أنتج البلاط الأندلسي على مر القرون التالية العديد من الأعمال ذات الجودة الاستثنائية، التي بلغت ذروتها في قصر الحمراء في غرناطة، في فترة نهاية إسبانيا المسلمة.
بقيت أجزاء من إسبانيا المسيحية خلال هذه الأثناء، أو تلك المناطق التي أُعيد غزوها بارزة في الفن ما قبل الرومانسيكي والرمانسيكي، وخصوصًا في كتالونيا. ازدهر الفن الإسباني القوطي المتأخر تحت الحكم الملكي الموحد في طراز إيزابيلين القوطي وطراز بلاتيرسك، وبدأت تقاليد الرسم والنحت القوية أساسًا تستفيد من تأثير الفنانين الإيطاليين الموفدين. شهدت الثورة الضخمة التي جاءت بعد فيضان الذهب الأمريكي إنفاقًا وتبذيرًا على الفنون في إسبانيا، وتوجه معظمه إلى الفن الديني في «الإصلاح المضاد». أثرت السيطرة الإسبانية على مركز الفن الرائد في شمال أوروبا، فلاندر، منذ عام 1483 وفي مملكة نابولي أيضًا منذ عام 1548، وانتهى كلاهما في عام 1714، وكانت لها أثر بشكل كبير على الفن الإسباني، وجذب مستوى الإنفاق الفنانين من مناطق أخرى مثل إل غريكو وروبنس ومن (مسافة آمنة) تيتيان في العصر الذهبي الإسباني، بالإضافة إلى الرسامين الأصليين العظماء مثل دييغو فيلاثكيث وخوسيه دي ريبيرا وفرانسيسكو دي زورباران وبارتولومه استبان موريو.
نجا قسم كبير من الهندسة المعمارية الباروكية، وامتلكت سلالات تميزت بالإسراف المبالغ به مثل أسلوب تشوريغوراسكو وفي الكلاسيكية المتشددة إلى حد ما مثل أعمال خوان دي هيريرا. كان الأسلوب الأول بشكل عام هو الذي ميز الفن الناشئ والعمارة الاستعمارية الإسبانية للإمبراطورية الإسبانية خارج أوروبا. كما هو الحال في أمريكا اللاتينية (الباروكية الإسبانية الجديدة والأنديز الباروكية)، في حين كانت كنائس الفلبين الباروكية أكثر بساطة. أدى انهيار مملكة هابسبورغ إلى انتهاء تلك الفترة، فأصبح الفن الإسباني في القرن الثامن عشر وأوائل القرن التاسع عشر أقل إثارة بشكل عام، باستثناء أعمال الفنان الكبير فرانسيسكو غويا. اتبع الفن الإسباني في القرن التاسع عشر الاتجاهات الأوروبية، بوتيرة محافظة بشكل عام، حتى ظهور حركة الكاتالونية للحداثة التي كانت في البداية شكلًا من أشكال الفن الحديث. هيمن بيكاسو على الحداثة الإسبانية بالمعنى الإنكليزي المعتاد، بينما كان خوان غريس وسيلفادور دالي وخوان ميرو من الشخصيات البارزة الأخرى.

## تاريخ الفن في إسبانيا
خلف الإيبيريون الكثير من الآثار. يشترك شمال غرب إسبانيا مع جنوب غرب فرنسا بالمنطقة حيث يوجد أغنى فن يعود للعصر الحجري القديم في أوروبا في كهف ألتميرا وغيرها من المواقع التي تتضمن رسومًا كهفية نُقشت بين 35000 و11000 قبل الميلاد. ينتمي الفن الصخري لحوض البحر المتوسط الإيبيري (كما تسميه اليونسكو) إلى الجانب الشرقي من إسبانيا، ويرجع تاريخه إلى نحو 8000- 3500 قبل الميلاد، تظهر مشاهد للحيوانات والصيد التي تتطور غالبًا مع شعور متزايد بالتكوين الكامل لمشهد كبير.
تعد البرتغال على وجه الخصوص غنية بالآثار الصخرية (جندل)، بما فيها المندريس كرومليش وفن التخطيط الإيبيري الذي يعد فن النحت الحجري ورسومات صخرية وكهفية من العصور المعدنية المبكرة، عُثر عليها في جميع أنحاء شبه الجزيرة الإيبيرية، وتتضمن أنماطًا هندسية، إلا أن استخدام الأشكال البشرية البسيطة التي تشبه الرسم الصوري أكثر من كونها نموذجًا فنيًا شبيهًا بفن المناطق الأخرى كان أكثر انتشارًا. قد تتعلق العبارة المكتوبة على خوذة ليرو –وهي خوذة ذهبية تعود إلى العصر الذهبي- بخوذ أخرى عُثر عليها في ألمانيا، ويضم كنز بليانة مجموعة ضخمة من الأواني والمجوهرات المزخرفة بأشكال هندسية قد تعود إلى القرن العاشر قبل الميلاد، وتزن نحو 10 كيلوغرامات من الذهب.
تعكس المنحوتات الإيبيرية قبل الاحتلال الروماني الاتصالات مع الثقافات القديمة المتقدمة الأخرى التي أقامت مستعمرات ساحلية صغيرة، ومنهم الإغريق والفينيقيين. نجت مستعمرة سا كاليتا الفينيقية في إبيثا ويجري التنقيب عنها، إذ يقع معظمها اليوم تحت البلدات الكبرى، وعُثر على سيدة غواردمار في موقع فينيقي آخر. ربما تمثل سيدة ألش (التي قد تعود للقرن الرابع قبل الميلاد) الإلهة تانيت، ولكنها تُظهر أيضًا التأثير الهلنستي كما يفعل سفنكس أغوست وبيشا بلاثوتي في القرن السادس. تعد ثيران غيساندو الأمثلة الأكثر إبهارًا عن الفيراكوز، وهي منحوتات حيوانية كبيرة تنتمي للكلت، ويعد ثور أشونة مثالًا أكثر تطورًا. نجت بعض الفالكاتا المزخرفة وهي تسمية للسيف الإيبيري المنحني المميز، واستُخدمت أعداد كبيرة من التماثيل البرونزية كمعروضات. غزا الرومان تدريجيًا جميع أنحاء إيبيريا بين 218 قبل الميلاد و19 ميلادي.
سيطر الاحتلال الروماني على الأنماط المحلية كما هو الحال في أي مكان آخر في الإمبراطورية الغربية، شكلت إيبيريا منطقة زراعية مهمة للرومان، وحصلت النخبة على مزارع واسعة تنتج القمح والزيتون والنبيذ. كُشف عن العديد من الفيلات الضخمة التي تعود لبعض الأباطرة اللاحقين الذين جاؤوا من المقاطعات الإيبيرية. تُعتبر قناة شقوبية وجدران لوغو الرومانية وجسر القنطرة (104- 106 ميلادي) ومنارة برج هرقل، من بين عدد من المعالم الأثرية التي حُفظت جيدًان ومن آثار الهندسة الرومانية الرائعة، إن لم تُحتسب فنًا. بقيت المعابد الرومانية في كل من فيتش ويابرة (في البرتغال اليوم)، والقنطرة، بالإضافة إلى عناصر في برشلونة وقرطبة كاملة إلى حد ما. لابد من أنه كان يوجد ورش محلية لإنتاج الفسيفساء عالي الجودة الذي عُثر عليه، على الرغم من أن معظم المنحوتات الأفضل ربما كانت مستوردة. يُعد ميسوريوم ثيودوسيوس الأول، طبقًا مهمًا من الفضة يعود للعصور القديمة المتأخرة، عُثر عليه في إسبانيا، لكنه ربما صُنع في القسطنطينية.

## معرض صور

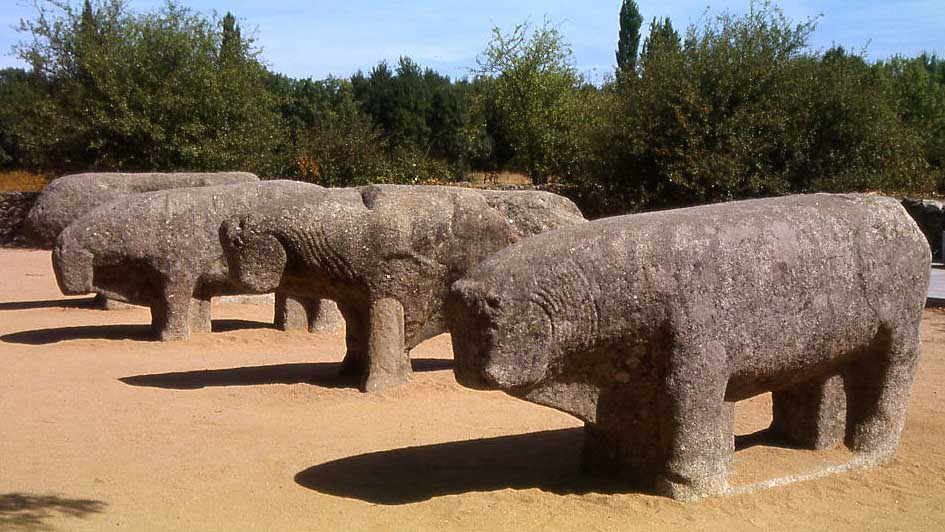
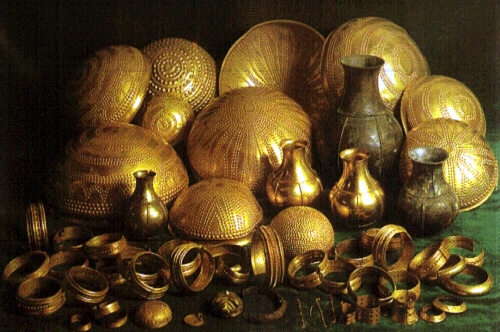
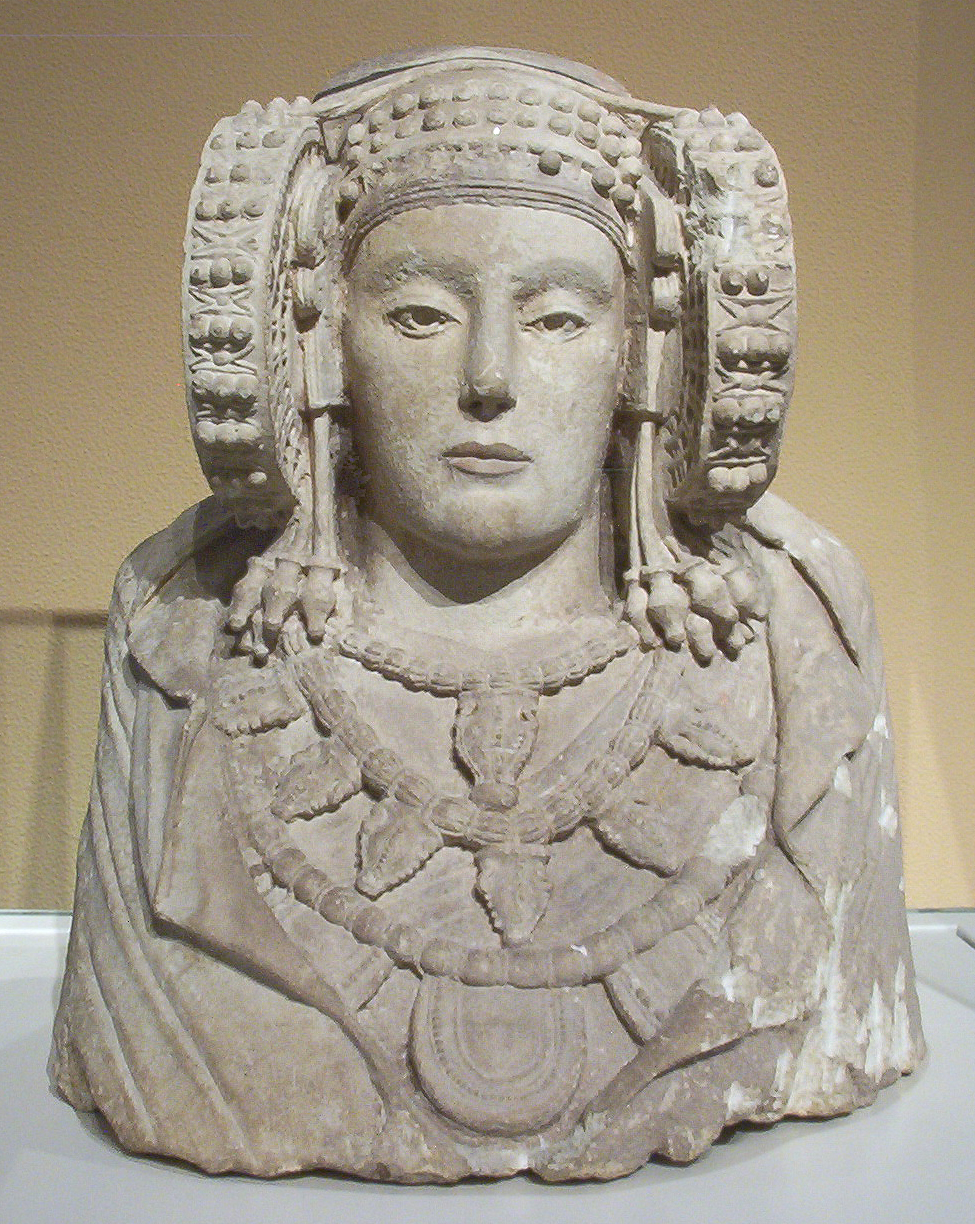